# Lois Duncan
Lois Duncan (Filadelfia, 28 de abril de 1934-Sarasota, 15 de junio de 2016) fue una escritora estadounidense. Nació en Filadelfia como Lois Steinmetz pero se crio en el estado de Florida, donde sus padres trabajaban como fotógrafos de una revista. A la edad de diez años ya había comenzado a escribir artículos para la revista donde trabajaban sus padres.
Es reconocida por ser la autora principal de I Know What You Did Last Summer, adaptada al cine como tres películas I Know What You Did Last Summer, I Still Know What You Did Last Summer y I'll Always Know What You Did Last Summer.

## Obras

### Novelas
- Love Song for Joyce (1958). Bajo el pseudónimo de Lois Kerry
- Debutante Hill (1958)
- A Promise for Joyce (1959). Bajo el pseudónimo de Lois Kerry
- The Middle Sister (1960)
- Game of Danger (1962)
- Season of the Two-Heart (1965)
- Point of Violence (1966)
- Ransom (1966)
- They Never Came Home (1968)
- Peggy (1970)
- A Gift of Magic (1971)
- I Know What You Did Last Summer (1973)
- When the Bough Breaks (1974)
- Down a Dark Hall (1974)
- Summer of Fear (1976)
- Killing Mr. Griffin (1978)
- Daughters of Eve (1979)
- Stranger with My Face (1981)
- The Third Eye (1984)
- Locked in Time (1985)
- The Twisted Window (1987)
- Don't Look Behind You (1989)
- Gallows Hill (1997)

### Colecciones de relatos
- Written in the Stars (2014)

### Libros infantiles
- Serie Hotel for Dogs:

1. Hotel for Dogs (1971)
2. News for Dogs (2009)
3. Movie for Dogs (2010)

- Wonder Kid Meets the Evil Lunch Snatcher (1988)

### Libros ilustrados
- The Littlest One in the Family (1959)
- Silly Mother (1962)
- Giving Away Suzanne (1962)
- The Terrible Tales of Happy Days School (1983)
- From Spring to Spring (1983)
- Horses of Dreamland (1985)
- Songs from Dreamland (1988). Audiolibro
- The Birthday Moon (1989)
- The Circus Comes Home (1993)
- The Magic of Spider Woman (1996)
- The Longest Hair in the World (1999)
- I Walk at Night (2000)
- Song of the Circus (2002)

### Poemas
- Seasons of the Heart (2007). Colección de poemas

### No ficción
- Major Andre, Brave Enemy (1968). Biografía
- How to Write and Sell Your Personal Experiences (1979)
- Chapters: My Growth as a Writer (1982). Autobiografía
- Dream Songs from Yesterday (1987). Audiolibro
- Our Beautiful Day (1988). Audiolibro
- The Story of Christmas (1989). Audiolibro
- Serie Who Killed My Daughter: (hechos reales)

1. Who Killed My Daughter?: The True Story of a Mother's Search for Her Daughter's Murderer (1992)
2. One to the Wolves: On the Trail of a Killer (2013)

- Psychics in Action (1993). Audiolibro
- Psychic Connections (1995)

### Antologías editadas
- Night Terrors (1996)
- Trapped! (1998)
- On the Edge (2000)